# Fitsov zakon
Fitsov zakon (engl. Fitts's law) predstavlja model ljudskog pokreta senzorsko-motornog sistema. Koristi se, pre svega, u interakciji čovek-računar i u ergonomiji.
Ovim zakonom predviđa se vreme koje je potrebno za brzi pokret od početne pozicije do finalnog ciljanog područja (da se klikne na dugme), kao funkcija razdaljine i veličine ciljane površine.
Drugim rečima, što je objekat veći i bliži nama, to je lakši za korišćenje.
Fitsov zakon predstavlja efektivan metod modelovanja načina pokazivanja, bilo fizičkim dodirivanjem objekta rukom ili prstom, kao i virtuelno, ukazujući na objekat na monitoru računara, koristeći pokazivački uređaj. Predviđa vreme potrebno za pomeranje kursora u GUI. Predložio ga je Pol Fits 1954. godine.

## Model
Fitsov zakon matematički je formulisan na nekoliko načina. Jedna od uobičajenih formi je Šenonova teorema (koju je predložio Skot Mekenzi, profesor Jork Univerziteta, a imenovan je zbog sličnosti sa Šenon - Hartlejevom teoremom) za kretanje duž jedne dimenzije :
{\displaystyle T=a+b\log _{2}{\Bigg (}1+{\frac {D}{W}}{\Bigg )}}
gde:
- je prosečno vreme potrebno da se završi pokret. Tradicionalno, istraživači su koristili simbol MT (енгл. movement time - vreme kretanja)
- predstavlja početno (krajnje) vreme uređaja (presretanje)
- je inherentna 1/brzina uređaja (nagib). Ove konstante se mogu eksperimentalno odrediti postavljanjem prave linije na izmerene podatke.
- je udaljenost od početne tačke do centra mete. Ranije se koristio simbol A - amplituda pokreta
- je širina mete izmerena duž ose kretanja. W takođe može predstavljati i dozvoljenu toleranciju greške u finalnoj poziciji, pošto konačna tačka kretanja mora pasti unutar  centra mete .

Iz jednačine vidimo da veći pokreti zahtevaju više vremena od manjih pokreta, ako se izvode sa istom preciznošću.

Što je veća meta, lakše je pogoditi je mišem.
U primeru b) na slici, korisnik će brže doći do mete nego u primeru a). Kada korisnik prilazi meti, ima veću površinu na koju može da klikne kada se prilazi sa x ose; kada se prilazi istoj meti odozdo, sa y ose, vidimo da je mnogo manji prostor za klik mišem. Fitsov zakon je veoma dobar i za primenu na okrugle objekte, pošto je širina od centra objekta ista iz svih uglova.
Iako je povećana širina mete u sredini, nije uticalo na prostor u objektu koji je namenjen za klik miša. Bitno je odakle dolazi kursor, a ne samo površina.
Slika prikazuje odvojene korake kroz četiri ciklusa opažanja i kretanja. Dijagram pokazuje kako pokreti u svakom koraku postaju postepeno manji, kako se približavamo meti.
Zato što su greške proporcionalne razdaljini, pokreti postaju geometrijski manji. Kako imamo niz pokreta, svaki od njih geometrijski smanjuje razdaljinu do mete i svaki uzima isto vreme. Kada je preostala razdaljina takva da je krug greške preostalog pokreta manja od veličine mete, tada se možemo stvarno pomeriti i doći unutar mete.

## Uspeh i implikacije
Fitsov zakon je neobično uspešan i dobro proučen model. Eksperimenti koji donose Fitsove rezultate i koji pokazuju primenljivost Fitsovog zakona u različitim situacijama, nisu teški da se obave. U takvim eksperimentima izmereni podaci često postavljaju pravu liniju sa koeficijentom korelacije od 0.95 ili više, što pokazuje da je model vrlo precizan.
Iako je Fits objavio samo dva članka o svom zakonu (Fits 1954. godine i Fits i Peterson 1964. godine), postoje stotine naknadnih studija koje su vezane za njega i mogu se naći u literaturi o interakciji čovek-računar (HCI). Za prvu HCI primenu Fitsovog zakona su bili zaslužni Kard, Ingliš i Bur (1978. godine). Koristili su indeks performanse (IP), koji je definisan kao 1⁄, da uporede performanse različitih ulaznih uređaja, sa mišem koji izlazi na vrhu. Ovaj rani rad, prema Kardovoj biografiji, je bio "glavni faktor koji je doveo do komercijalnog uvođenja miša od strane Kseroks kompanije."
Fitsov zakon je pokazao primenljivost pod raznim uslovima: kod različitih udova (ruku, nogu, pogleda očiju), ulaznih uređaja, fizičkih okruženja (uključujući podvodna), kao i kod različitih korisnika (mladih, starih, sa posebnim obrazovnim potrebama, drogiranim učesnicima). Treba napomenuti da konstante a, b i IP imaju različite vrednosti u svakom od ovih uslova.
Od pojave grafičkih korisničkih interfejsa, Fitsov zakon se primenjuje na zadacima gde korisnik mora da pozicionira kursor preko mete na ekranu, kao što je dugme ili neki drugi vidžet. Fitsov zakon se koristi u "pokaži i klikni" (енгл. point-and-click) akcijama kao i "prevlačenju" (енгл. drag-and-drop). Prevlačenje ima niži IP zato što povećana napetost mišića čini pokazivanje težim. Fitsov zakon takođe modeluje ciljano usmerene pokrete glave i ruku u virtuelnom okruženju.
U svom originalnom obliku i najstrožijoj formi Fitsov zakon se:
- odnosi samo na kretanje u jednoj dimenziji a ne u dve dimenzije (mada je uspešno proširen na dve dimenzije u Akot-Zai zakonu upravljanja);
- opisuje jednostavan motorni odziv, npr. ljudskih ruku, ne uspevajući da uzme u obzir softversko ubrzanje koje je obično implementirano za kursor miša;
- opisuje neuvežbane pokrete a ne pokrete koji su izvršeni nakon nekoliko meseci ili godina prakse (mada neki tvrde da Fitsov zakon modeluje ponašanje koje je tako niskog nivoa da ekstenzivna obuka ne bi dala različite ishode).

### Vruće tačke na ekranu (енгл.)
Kako bi se poboljšala upotrebljivost, korisnički dizajn interfejsa po Fitsovom zakonu zahteva sledeće:
- akcijama koje se češće koriste treba pridružiti veće komandne dugmiće, tako da se ne naruši koncept korisničkog interfejsa
- ivice i uglovi monitora računara su posebno laki za dosezanje mišem, tačpedom ili trekbolom (npr. lokacija Start dugmeta, Taskbar i povećano dugme za zatvaranje u Microsoft Windows prozorima). Pošto pokazivač ostaje na ivici ekrana bez obzira koliko je miš pomeren, može se smatrati kao da ima beskonačnu širinu.[5][6] Izuzetak je ekran osetljiv na dodir, jer ruke nisu veštački ograničene na isti način.
- slično tome, top-of-screen meniji (npr. Mek OS) su ponekad lakši za dosezanje od top-of-window menija (npr. Windows OS)
- iskačući prozori (енгл. pop-up windows) se obično mogu otvoriti brže od padajućih menija (енгл. pull-down menu), pošto se iskačući prozor pojavljuje na trenutnoj poziciji kursora.
- stavke menija u obliku pite (енгл. Pie menu) se obično biraju brže i imaju nižu stopu grešaka od linearnih stavki menija iz dva razloga: stavke menija pite su sve iste, mala je udaljenost od centra menija; ciljne oblasti klinastog oblika jako su velike (obično se prošire do ivice ekrana)[7]

Fitsov zakon ostaje jedan od retkih i teških metoda za predviđanje koji je pouzdan u interakciji čovek-računar. Nedavno je spojen Akot-Zai zakonom upravljanja koji je izveden iz Fitsovog zakona.

## Matematički detalji
Logaritam u Fitsovom zakonu se naziva indeks težine mete (ID), i izražava se u bitovima. Možemo da prikažemo zakon kao:
{\displaystyle T=a+bID=a+{\frac {ID}{IP}}\,}
gde je:
{\displaystyle ID=\log _{2}\left({\frac {D}{W}}+1\right).}
Dakle, jedinice za b su vreme/bit, npr. ms/bit. Konstanta a može da se posmatra kao inkorporiranje vremena reakcije i/ili vremena potrebnog da se klikne na dugme .
Vrednosti za a i b se menjaju kako se menjaju i uslovi pod kojima se vrši pokazivanje. Na primer, miš i olovka se istovremeno mogu koristiti za pokazivanje, ali imaju različite konstante a i b.
Indeks složenosti (ID) predstavlja napor koji je potrebno uložiti da bi se meta pogodila (isti ID može se dobiti različitim kombinacijama D i W).
Indeks performanse (IP) predstavlja kvalitet korisnikove performanse u eksperimentalnim uslovima. On se može koristiti da bi se uporedile performanse različitih grupa korisnika u istim uslovima (npr. odraslih i dece) ili performanse pri različitim uslovima (npr. upotreba miša u odnosu na tačped).
Indeks performanse služi i da bi se proverila sposobnost korisnika da mišem pristupa objektima na ekranu. Indeks performanse (IP) je komponenta modela koja je:
- univerzalna - može i treba da se primeni na sve tipove softvera, jer u softverima koji ne sadrže dinamičke objekte, brzina kretanja objekta se može zanemariti;
- promenljiva - što znači da isti korisnik u različito realizovanim modulima za proveru znanja može imati različit IP. Na primer, nije isto rešiti test od 10 pitanja za 2 minuta ili test od 20 pitanja za 2 minuta.

Nešto drugačija od Šenonove formulacije je Fitsova originalna formulacija:
{\displaystyle ID=\log _{2}\left({\frac {2D}{W}}\right).}

## Izvođenje formule
Fitsov zakon se može izvesti iz različitih modela kretanja. Ovde je uzet u obzir veoma jednostavan model, uključujući diskretne determinističke odgovore. Iako je ovaj model previše jednostavan, daje neku intuiciju za Fitsov zakon.
Pretpostavimo da se korisnik kreće ka cilju nizom pokreta. Svaki pokret zahteva konstantno vreme t da se izvrši, i pomera frakciju konstante 1-r preostale udaljenosti do centra mete, gde je 0 <  < 1. Tako da, ako je korisnik inicijalno na rastojanju D od cilja, preostala udaljenost posle prvog pokreta je rD, a preostala udaljenost nakon n-tog pokreta je D. Drugim rečima, udaljenost levo od centra mete je funkcija koja eksponencijalno opada tokom vremena.
Neka je N (eventualno frakcion) broj pokreta potrebnih da se upadne u okvir mete. Onda je:
{\displaystyle r^{N}D={\frac {W}{2}}.}
rešavanjem N:
{\displaystyle {\begin{aligned}N&=\log _{r}{\frac {W}{2D}}\\&={\frac {1}{\log _{2}r}}\log _{2}{\frac {W}{2D}}\quad ({\text{pošto je }}\log _{x}y=(\log _{z}y)/(\log _{z}x))\\&={\frac {1}{\log _{2}1/r}}\log _{2}{\frac {2D}{W}}\quad ({\text{pošto je }}\log _{x}y=-\log _{x}(1/y)).\end{aligned}}}
Vreme potrebno za sve pokrete je:
{\displaystyle {\begin{aligned}T=Nt&={\frac {t}{\log _{2}1/r}}\log _{2}{\frac {2D}{W}}\\&={\frac {t}{\log _{2}1/r}}+{\frac {t}{\log _{2}1/r}}\log _{2}{\frac {D}{W}}.\end{aligned}}}
Definisanjem prikladnih konstanti a i b, ovo se može napisati kao:
{\displaystyle T=a+b\log _{2}{\frac {D}{W}}.}
Ovo izvođenje je slično onom koje su dali Stjuart Kard, Tomas Moran i Alan Njuel 1983. godine. Za kritiku deterministički iterativne - korekcije modela, videti Meyer et al (1990. godine).

## Literatura
- Paul M. Fitts „The information capacity of the human motor system in controlling the amplitude of movement”. Journal of Experimental Psychology. 1954., 47  (6):  381–391. (Reprinted in  Fitts, P. M. (1992). „The information capacity of the human motor system in controlling the amplitude of movement. 1954.”. Journal of Experimental Psychology: General. 121 (3): 262—269. PMID 1402698. doi:10.1037/0096-3445.121.3.262., 1992).
- Paul M. Fitts and James R. Peterson FITTS PM; PETERSON JR (1964). „Information capacity of discrete motor responses”. Journal of Experimental Psychology. 67 (2): 103—112. PMID 14114905. doi:10.1037/h0045689., February 1964.
- Stuart K. Card, William K. English, and Betty J. Burr Card, Stuart K.; English, William K.; Burr, Betty J. (1978). „Evaluation of mouse, rate-controlled isometric joystick, step keys, and text keys for text selection on a CRT”. Ergonomics. 21 (8): 601—613. doi:10.1080/00140137808931762., 1978.
- I. Scott MacKenzie and William A. S. Buxton (1992). Extending Fitts' law to two-dimensional tasks. Proceedings of ACM CHI 1992 Conference on Human Factors in Computing Systems. стр. 219–226. http://doi.acm.org/10.1145/142750.142794
- A. Murata. Extending effective target width in Fitts' law to a two-dimensional pointing task. International Journal of Human–Computer Interaction, 11  (2):  137–152, 1999. http://www.leaonline.com/doi/abs/10.1207/S153275901102_4%5B%5D
- Johnny Accot and Shumin Zhai (2003). Refining Fitts' law models for bivariate pointing. Proceedings of ACM CHI 2003 Conference on Human Factors in Computing Systems. стр. 193–200. http://doi.acm.org/10.1145/642611.642646
- Johnny Accot and Shumin Zhai (2002). More than dotting the i's—foundations for crossing-based interfaces. Proceedings of ACM CHI 2002 Conference on Human Factors in Computing Systems. стр. 73–80. http://doi.acm.org/10.1145/503376.503390
- Stuart K. Card, Thomas P. Moran, Allen Newell (1983). The Psychology of Human–Computer Interaction.
- I. Scott MacKenzie MacKenzie, I. Scott (1992). „Fitts' law as a research and design tool in human–computer interaction”. Human–Computer Interaction. 7 (1992): 91—139. doi:10.1207/s15327051hci0701_3... http://www.yorku.ca/mack/hci1992.pdf
- Meyer, D. E., Smith, J. E. K., Kornblum, S., Abrams, R. A., & Wright, C. E. (1990). Speed-accuracy tradeoffs in aimed movements: Toward a theory of rapid voluntary action. In M. Jeannerod (Ed.), Attention and performance XIII (pp. 173–226). Hillsdale, NJ: Lawrence Erlbaum. „U-M Web Hosting”. Архивирано из оригинала 22. 03. 2017. г. Приступљено 29. 05. 2014.
- A. T. Welford (1968). Fundamentals of Skill. Methuen, 1968.
- Shumin Zhai (2002). On the Validity of Throughput as a Characteristic of Computer Input, IBM Research Report RJ 10253, 2002, Almaden Research Center, San Jose, California. https://web.archive.org/web/20070824104223/http://www.almaden.ibm.com/u/zhai/papers/ZhaiIBMReporRJ10253.pdf

## Spoljašnje veze
- Fitts' Law
- „”. Архивирано на веб-сајту  (1. јануар 2018)
- Bibliography of Fitts’